# Ratu Kalinyamat
Ratu Kalinyamat
Retna Kencana, plus connue sous le nom de Ratu Kalinyamat (Reine de Kalinyamat), est une princesse de Demak et dirigeante du sultanat de Kalinyamat (aujourd’hui Jepara) qui a vécu au XVIe siècle et qui a régné de 1549 à 1579.
Elle est passée à la postérité pour le raid maritime qu’elle a dirigé contre la colonie portugaise de Malacca.

## Histoire
Elle est la fille du Sultan Trenggana, troisième sultan de Demak. Elle épouse le prince Hadiri, sultan de Kalinyamat qui se situait dans la région de Jepara. Elle devient Reine de Kalinyamat après l’assassinat de son époux et de son frère Sunan Prawoto, héritier présomptif par Arya Penangsang, sultan de Demak qui a succédé à son père en 1549.
Sous ses trente années de règne, Jepara connait son apogée et devient un royaume maritime d’importance dans l’archipel avec une puissante flotte navale.
Elle est passée à la postérité pour son offensive contre la ville de Malacca alors portugaise. Lors d’une première offensive infructueuse en 1551, c’est une flotte de 40 navires qui est déployée. En 1574 ce sont 300 navires et 15 000 hommes qui auraient étaient mobilisés selon les observateurs portugais présents dans la ville assiégée.

## Entre mythe et réalité
Les historiens restent divisés sur la réalité de la vie de Retna Kencana. Peu de sources d’époque mentionnent ses réalisations et son règne. Les récits postérieurs mélangent la réalité et les mythes en érotisant le personnage. Diego de Couto, écrivain portugais du XVIIIe siècle, dans son livre Da Asia mentionne la reine comme « Reine de Jepara, une femme de richesse et de pouvoir ».
Un travail de recherche a été lancé par les archives indonésiennes pour étudier l’histoire de la Reine à l’occasion de son élévation comme Héros national de l’Indonésie en 2023.

## Hommage
En 2023, elle est nommée Héros national d'Indonésie par le président Joko Widodo.